# Ghetto di Grodno
Il Ghetto di Grodno (Hrodna, Bielorussia) è stato uno dei più ampi tra i ghetti nazisti della seconda guerra mondiale nei territori conquistati in seguito all'invasione tedesca dell'Unione Sovietica. Istituito nel novembre 1941, servì come luogo di raccolta per i circa 25.000 ebrei della città. Consisteva in due campi separati (Ghetto I e II) all'interno della città. Il numero degli abitanti fu progressivamente ridotto attraverso una lunga serie di eccidi e deportazioni, fino alla liquidazione finale nel marzo 1943.

## Storia
Alla vigilia della seconda guerra mondiale, Grodno (Hrodna) era uno dei centri principali della presenza ebraica in Polonia. Su una popolazione di circa 50.000 abitanti, 21.159 erano ebrei. Con la spartizione della Polonia nel 1939 la regione di Grodno fu annessa all'Unione Sovietica.
Con l'inizio dell'Operazione Barbarossa, le truppe tedesche giunsero a Grodno nella notte tra il 22 e il 23 giugno 1941. Con l'occupazione gli ebrei persero tutti i diritti civili, e furono soggetti ad una lunga serie di restrizioni e divieti. Fu loro ordinato di registrarsi e la parola Jude (ebreo) fu impressa nelle loro carte d'identità. A loro fu proibito di usare i marciapiedi e imposto di camminare solo sulle strade in un'unica fila. Il 30 giugno 1941, divenne obbligatorio per tutti gli ebrei indossare un distintivo di identificazione. Il 7 luglio un'ottantina di ebrei appartenenti all'intellighenzia furono arrestati e giustiziati. Un decreto del 15 ottobre 1941 impose il lavoro forzato a tutti gli uomini dai quattordici ai sessanta anni e alle donne dai quattordici ai cinquantacinque anni.

### I due ghetti
Nel novembre del 1941 l'intera popolazione della città fu confinata in due ghetti, collocati a circa due chilometri di distanza l'uno dall'altro. A molte famiglie furono concesse solo sei ore per trasferirsi senza l'uso di veicoli, con conseguente panico, per le migliaia di ebrei che si accalcarono alle sue porte.
Il Ghetto principale fu fondato nel centro della città, vicino al Castello di Grodno e attorno alla grande sinagoga. Era il luogo storico della presenza ebraica in città, ma lo spazio veniva ad essere nettamente ridotto. Tutti i 15.000 ebrei che vivevano nelle vicinanze furono costretti in un'area di meno di mezzo chilometro quadrato, tra Wileńska da un lato e Zamkowa (ribattezzata Burg Strasse) dall'altro. Il ghetto era circondato da una recinzione alta 2 metri. L'ingresso al ghetto era su via Zamkowa. Alcune case di quella strada furono demolite.
Il Ghetto Due fu creato dietro i binari della ferrovia nel sobborgo di Słobódka (Slobodka), vicino alla vecchia caserma militare vicino alla piazza del mercato del pesce. L'area era scarsamente edificata, con poche case e molti lotti vuoti. Circa 10.000 ebrei furono radunati in questo ghetto, più grande del Ghetto I ma molto più fatiscente. Il ghetto era circondato da una recinzione, che correva lungo la via Skidel. L'ingresso al ghetto avveniva attraverso la via Artyleryjska (ribattezzata Kremer Strasse).
I ghetti erano sotto il comando di ufficiali della Gestapo Kurt Wiese (Ghetto I) e Otto Strebelow (Ghetto II). l'amministrazione interna era delegata ad un Consiglio ebraico, formato da dieci membri sotto la direzione di David Brawer, che prima della guerra era preside di una scuola locale. In linea di massima il ghetto I era riservato agli abili al lavoro e alle loro famiglie, il ghetto II ai non-abili.
Il primo anno di vita dei due ghetti trascorse in una relativa calma. Per quanto possibile i residenti del ghetto cercarono di mantenere i loro stili di vita prebellici, socialmente e culturalmente, con un forte enfasi sui movimenti giovanili. In entrambi i ghetti, il cibo fu razionato e furono introdotte le tessere annonarie. Agli ebrei fu permesso di acquistare circa 200 grammi di pane al giorno per un pagamento simbolico. Al Judenrat fu permesso di gestire una macelleria con carne di cavallo di volta in volta disponibile. Le patate furono distribuite dalla cantina della Grande Sinagoga. C'erano cucine pubbliche in entrambi i ghetti che servivano fino a 3.000 pasti al giorno senza carne o grassi ma con un pezzo di pane (50-100 grammi). Una pentola separata era usata per coloro che volevano cibo kosher. Lo Judenrat considerava la fornitura di cibo al ghetto come una delle sue principali funzioni. Gli sforzi vennero premiati poiché a Grodno, a differenza di altri ghetti in Polonia, nessuno morì di fame. In ciò si fu favoriti dal fatto che il ghetto rimaneva aperto ai commerci con i non ebrei.
Come in altri ghetti della Polonia, a lungo ci si illuse che la salvezza risiedesse nella capacità di trasformarsi in una gigantesca macchina produttiva, utile alle esigenze belliche della Germania. Furono quindi create fabbriche per soddisfare i bisogni dell'esercito tedesco e dei membri del personale della Gestapo di stanza a Grodno.
Gli inizi del 1942 si formarono anche dei movimenti clandestini di resistenza, con strategie diverse. I movimenti sionisti volevano combattere all'interno del ghetto, mentre i comunisti esortavano a fuggire dal ghetto nelle foreste e ad unirsi ai partigiani.

### Le deportazioni
La situazione cambiò di colpo senza alcun preavviso il 2 novembre 1942, quando entrambi i ghetti furono completamente sigillati dall'esterno. Il provvedimento fu accompagnato dai primi eccidi. Esecuzioni punitive furono eseguite non solo nei confronti degli ebrei che cercavano di fuggire, ma anche di chiunque fosse sorpreso a contrabbandare cibo nei ghetti.
| Data di arrivo | Deportati | Selezionati per il lavoro forzato | Condannati a morte immediata |
| --- | --------- | --------------------------------- | ---------------------------- |
| 20 gen. 1943 | 2,000     | 256 (155 uomini, 101 donne)       | 1,744                        |
| 21 gen. 1943 | 2,000     | 297 (175 uomini, 122 donne)       | 1,003                        |
| 22 gen. 1943 | 3,650     | 594 (365 uomini, 229 donne)       | 3,056                        |
| 23 gen. 1943 | 2,000     | 426 (235 uomini, 191 donne)       | 1,574                        |
| 24 gem. 1943 | 2,000     | 226 (166 uomini, 60 donne)        | 1,774                        |
| Total | 11,650    | 1,799 (1,096 uomini, 703 donne)   | 9,851                        |
| Fonte: Danuta Czech, Kalendarium der Ereignisse im Konzentrationslager Auschwitz-Birkenau, Rowohlt, 1989, pp. 336–337, 348, 354. |           |                                   |                              |

Il primo ad essere liquidato fu il Ghetto II. La prima azione di deportazione ebbe luogo il 15 novembre 1942. Circa 4.000 ebrei ritenuto abili al lavoro furono trasferiti nel Ghetto I, mentre migliaia di inabili furono portati in marcia verso il campo di transito di Kiełbasin (distante 5 chilometri da Grodno) per essere deportati ad Auschwitz-Birkenau. Il primo treno di espulsione arrivò a Birkenau tre giorni dopo, il 18 novembre con mille deportati. Prima della morte, ad alcuni ebrei fu ordinato di firmare cartoline in tedesco per i loro parenti a Grodno che recitavano "Trattati bene, stiamo lavorando e tutto va bene". La successiva e definitiva liquidazione del ghetto II fu eseguita il 21 novembre 1942. Il trasporto di circa 2.000 uomini, donne e bambini ebrei arrivò ad Auschwitz il 25 novembre 1942, di cui solo 305 uomini e 128 donne furono ammessi nel campo, il resto fu assassinato nelle camere a gas.
A fine di novembre 1942 avvenne anche il primo trasporto di circa 1.000 ebrei dal ghetto I, sempre alla volta di Kiełbasin da cui, ammassati in carri bestiame, furono trasportati ad Auschwitz (762 furono le persone immediatamente uccise e solo 238 quelle ammesse al campo). Un secondo trasporto seguì l'8 dicembre, con 769 persone uccise all'arrivo e 239 ammesse al campo.
Dopo una breve tregua, le deportazioni ripresero con sempre maggiore intensità a fine gennaio 1943, interessando un totale di 11.650 persone, di cui 9.851 furono assassinati al loro arrivo a Auschwitz, mentre 1.799 furono selezionati per il lavoro forzato. A metà febbraio in una nuova deportazione, 4.000 delle oltre 5.000 persone ancora presenti al ghetto furono inviate in due trasporti al campo di sterminio di Treblinka (2.500 nel primo e 1.600 nel secondo). Durante questa Aktion fu ucciso anche il capo dello Judenrat, David Brawer. Via via che le deportazioni procedevano, l'area totale del ghetto I si restrinse progressivamente fino a ridursi a pochi edifici lungo la via Zamkowa. Vi furono nel periodo vari tentativi di fuga dal ghetto, oltre a opere di salvataggio da parte di famiglie polacche locali.
Il 12 marzo 1943 gli ultimi 1.148 residenti del ghetto, ormai stremati dalla cronica mancanza di cibo, furono radunati ed inviati nel ghetto di Białystok (a 82 km di distanza). Il 13 marzo 1943 dei manifesti affissi per le strade annunciavano che Grodno era ora Judenrein (libera da ebrei). Quando l'anno successivo, il 14 luglio 1944, l'Armata Rossa liberò Grodno, solo una cinquantina di ebrei riemersero dai loro nascondigli a Grodno o nelle vicinanze ed altri 150 che avevano trovato rifugio tra i partigiani.

## La memoria
Della Grodno ebraica restano poche tracce. Quanto rimaneva del cimitero ebraico fu distrutto nei anni cinquanta e le pietre tombali usate per costruire un monumento a Lenin. Alcuni memoriali furono costruiti a marcare quattro fosse comuni, ma senza indicare che si trattasse di ebrei. È invece sopravvissuta l'imponente Sinagoga grande corale di Hrodna che desacrata e usata come luogo di concentramento per le deportazioni durante il periodo nazista, è rimasta in stato in abbandono durante il periodo sovietico fino ai recenti restauri che l'hanno restituita al suo antico splendore.